# Grote Kerk (Hindeloopen)
De Grote Kerk (Fries: Grutte Tsjerke) in de Friese plaats Hindeloopen is een eenbeukige kerk, gebouwd in 1632 op de fundamenten van haar voorgangster.

## Beschrijving
De oude kerk van Hindeloopen werd in 1570 tijdens de Tachtigjarige Oorlog verwoest. Deze oude kerk was gewijd aan Sint-Gertrudis. Omstreeks 1590 werd de kerk herbouwd. De kerktoren dateert uit deze periode en kwam gereed in 1593. In 1632 werd deze kerk vervangen door een groter gebouw. In 1658 werd de kerk in zuidelijke richting uitgebreid tot een tweebeukige hallenkerk. Die uitbreiding is in 1892 weer afgebroken. Uit dit laatste jaar stammen ook de rondboogvensters van de kerk. De torenspits ging in 1701 na een blikseminslag verloren. In 1724 werd als bekroning van de toren de huidige spits op de toren geplaatst. Boven op de achtkantige spits is een koepeltje aangebracht met een windvaan in de vorm van een zeilschip. De bekroning van de toren werd ontworpen door Claes Piters. In 1685 werden luidklokken in de toren geplaatst, die gemaakt waren door de klokkengieterij van Petrus Overney in Leeuwarden. Van deze twee klokken kon na de bevrijding één exemplaar worden teruggevonden. Een nieuw exemplaar werd gegoten door Van Bergen Midwolda 1953.

Het ingangsportaal aan de zuidzijde werd in 1658 gemaakt door Claes Lykles voor de zuidelijke beuk. In het fries staat de tekst 
Des Heeren Woordt met
 Aendacht hoort komt
daartoe met hoopen
 als hinden loopen
 In het fronton erboven het wapen van Hindeloopen en het jaartal 1658. Bij de verbouwing van 1892 werd deze toegang verplaatst naar de nieuwe zuidzijde van de kerk. Boven de toegang aan de noordzijde bevindt zich een fries met de afbeeldingen van de Hoorn des overvloeds en van een wijnkan. Ook hier is in het fronton een afbeelding van het stadswapen van Hindeloopen aangebracht.
In de kerk hangen twee naamborden met de namen van de predikanten vanaf 1580 tot 2010. Van de kroonluchters dateert één exemplaar uit 1668.
De kerk is erkend als rijksmonument onder meer vanwege de markante ligging, de visuele waarde, de ouderdom, de waardevolle onderdelen van het interieur en de architectonische vormgeving.

## Orgel
Het kerkorgel werd in 1813 gemaakt door het Leeuwarder bedrijf L. van Dam & Zn., niet voor de kerk van Hindeloopen, maar voor die van Oosterbierum. De orgelkas is ouder en is waarschijnlijk in 1665 gemaakt door Harmen Jansz. en in 1719 gewijzigd door diens zoon Jan Harmensz. Camp. In 1868 werd het orgel verplaatst naar Hindeloopen. Daarbij werd het rugpositief verwijderd, zodat hoofdwerk en bovenwerk overbleven. In 1980 heeft de orgelbouwersfirma Bakker & Timmenga het instrument gerestaureerd en daarbij de dispositie van 1813 hersteld. Het orgel heeft 16 registers en een aangehangen pedaal.

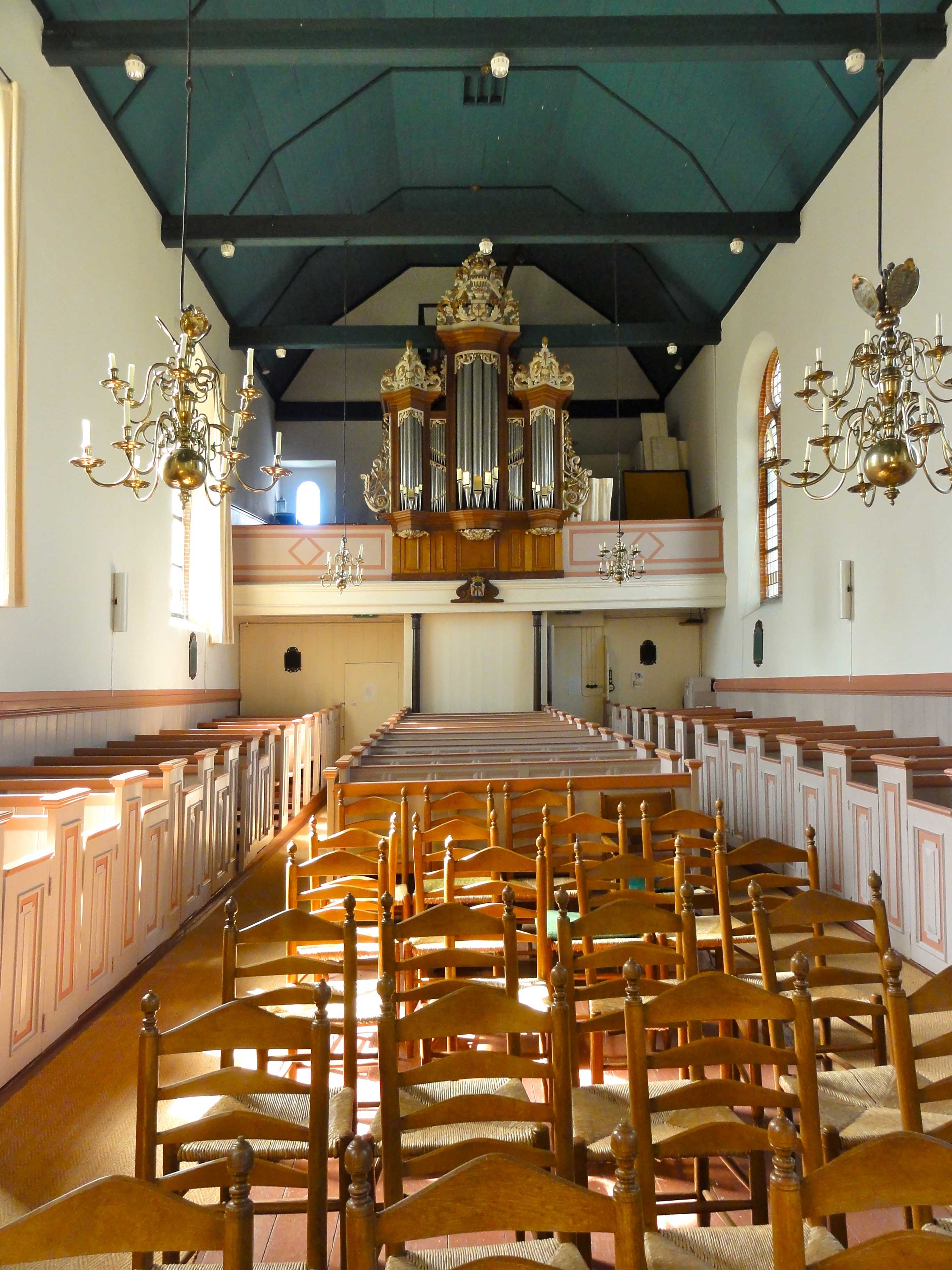
Interieur met orgel
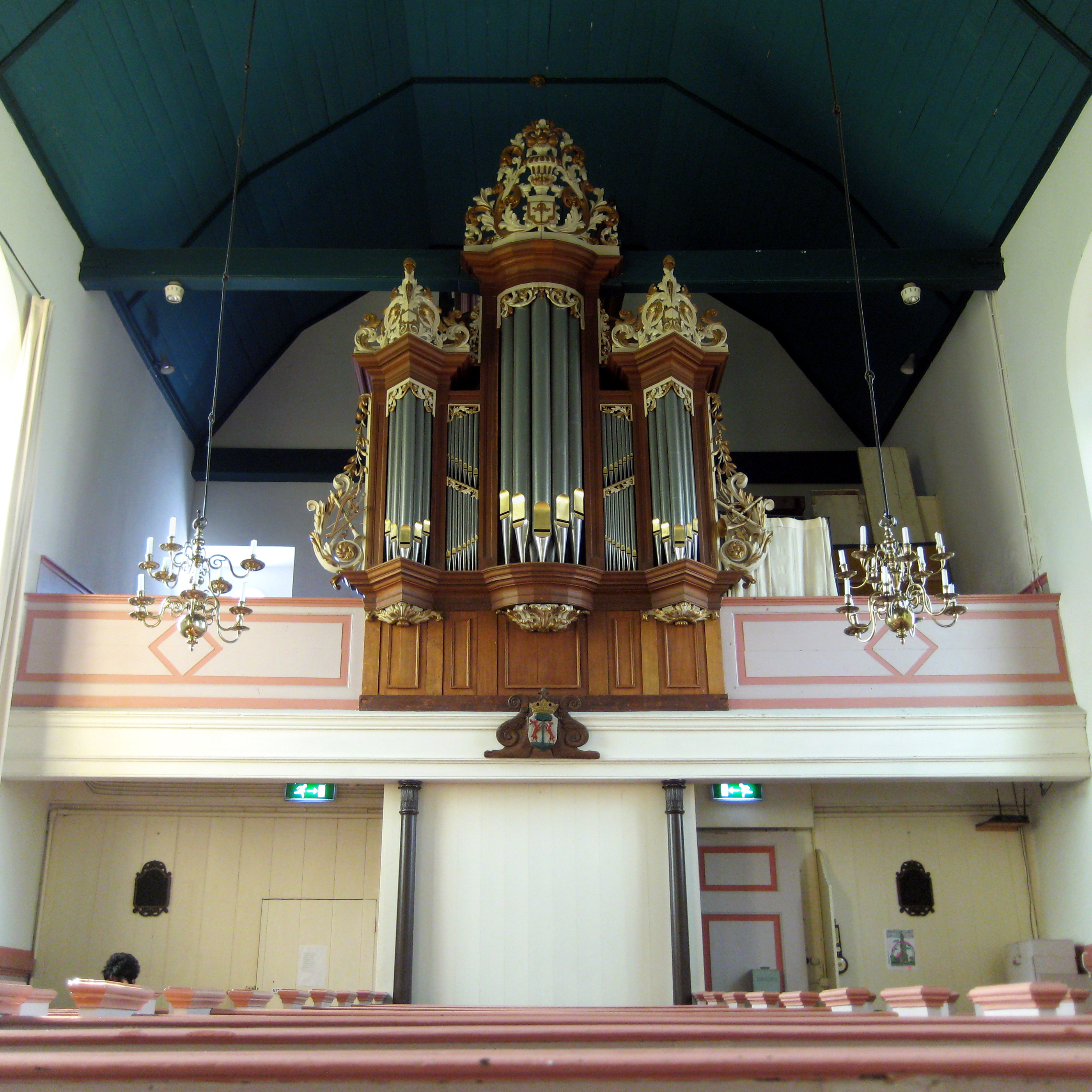
Orgel van dichtbij
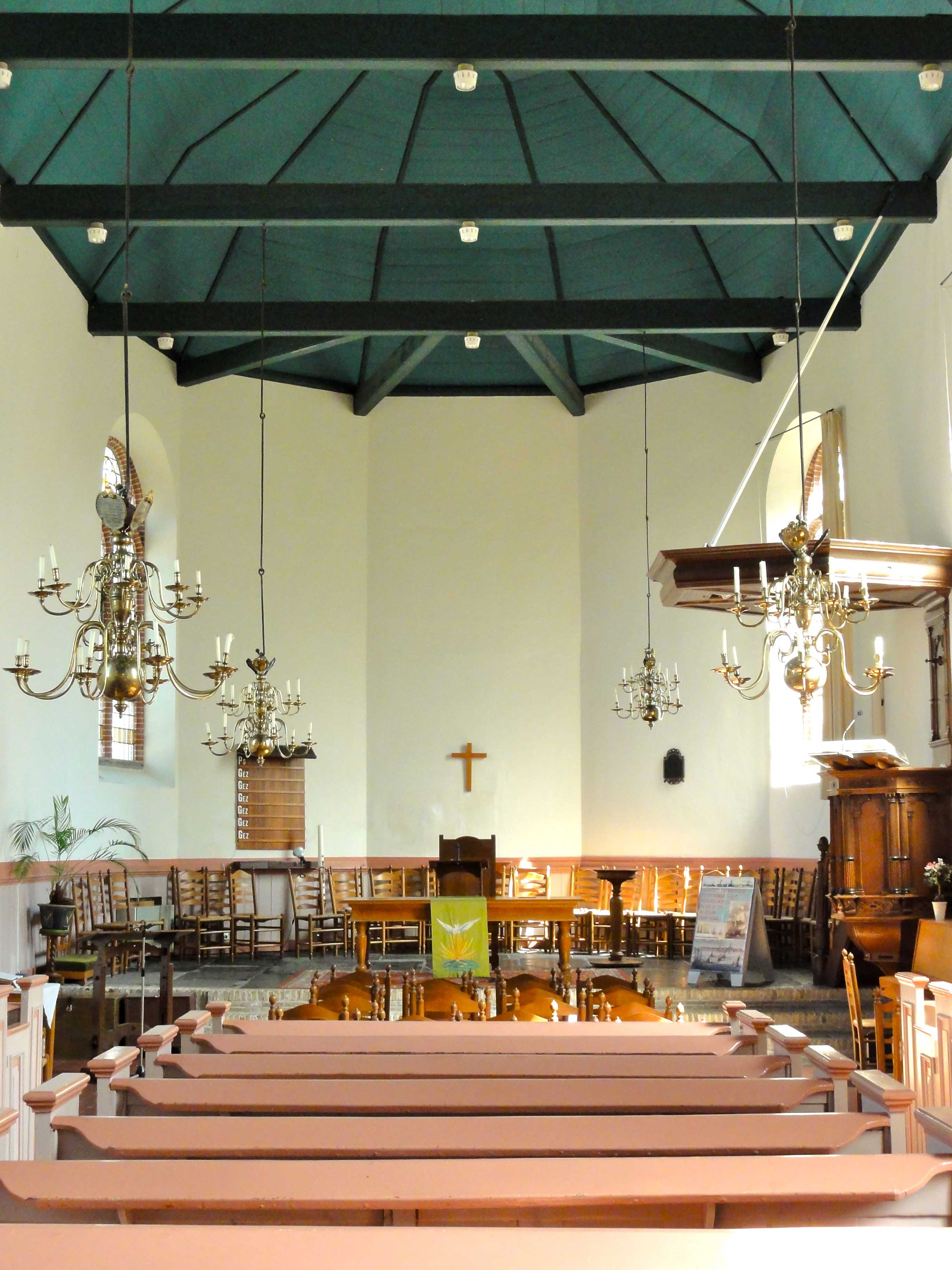
Interieur met preekstoel en kroonluchters
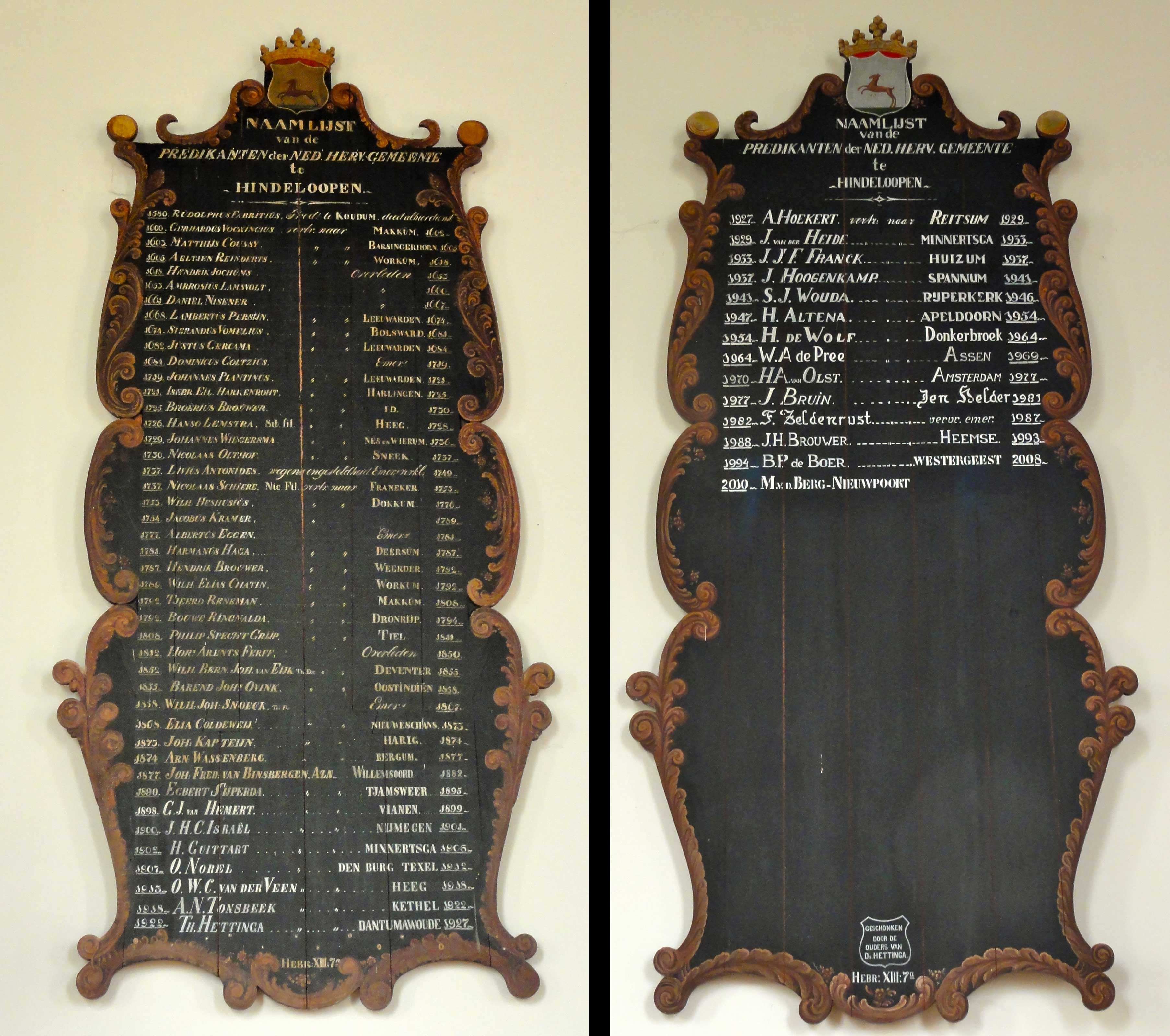
Borden met namen predikanten
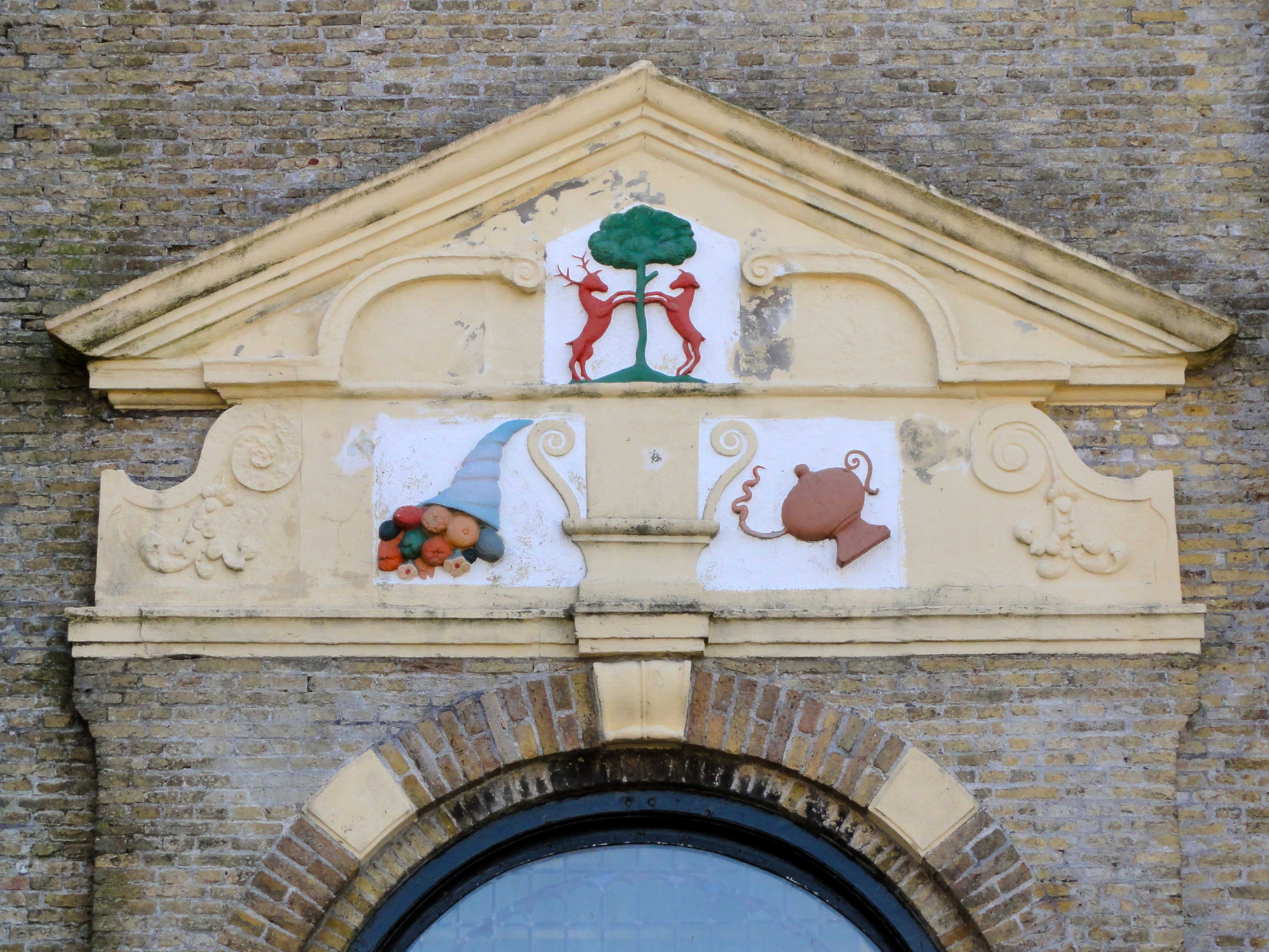
Fronton boven de noordelijke ingang
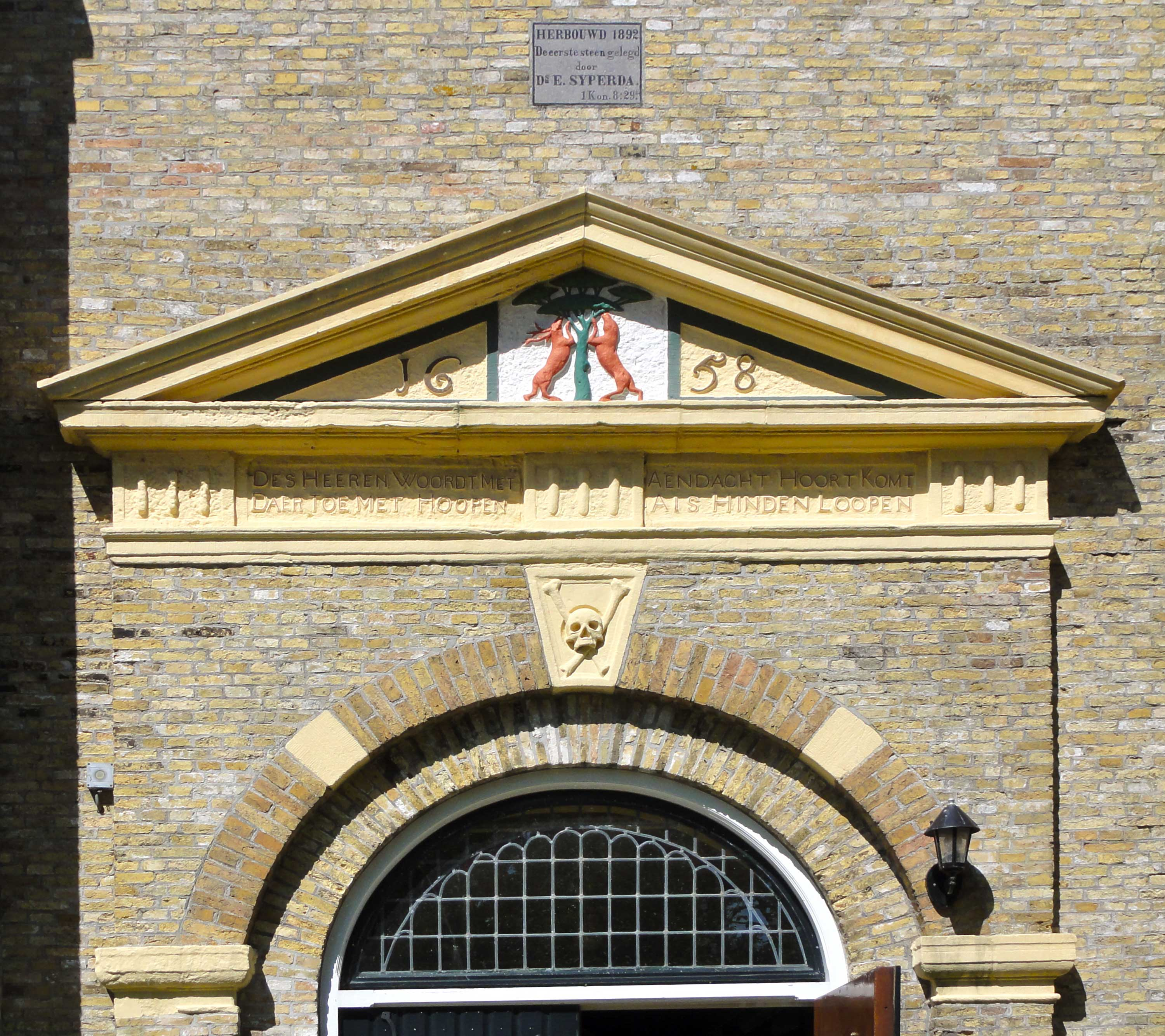
Fronton boven de Zuidelijke ingang

## Kerkhof
Om de kerk ligt een ovaal kerkhof. Links en rechts van het pad liggen elf oorlogsgraven uit de Tweede Wereldoorlog. Het zijn de graven van:

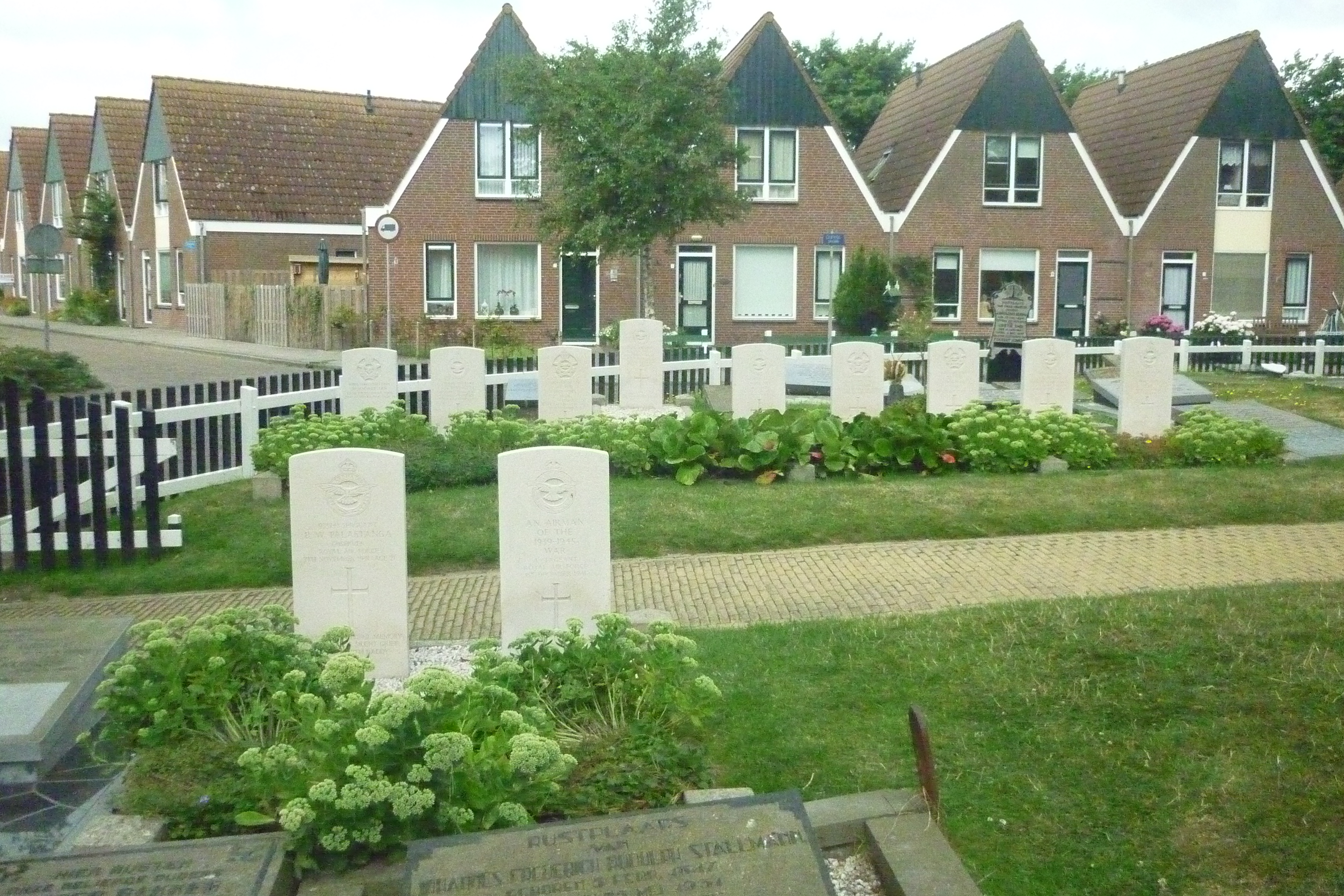

- J L Organ, RAF, schutter, 5 maart 1943, 23 jaar
- W B Palestanga, sergeant RAF, sergeant-observer, 7 november 1944, 21 jaar
- G R Sagar, RAF, marconist/schutter, 13 juli 1943, 22 jaar
- A B Soringett, sergeant RAF, marconist, 23 jaar
- T O Fulton, sergeant Royal Canadian Air Force, 5 maart 1943,
- W H Chapman, Australiër, 22 januari 1944, 26 jaar
- onbekende, RAF, 1 december 1941
- onbekende, RAF, 31 augustus 1943
- onbekende, RAF, 26 juli 1944
- onbekende, Royal Canadian Air Force, datum onbekend
- onbekende, officier Royal Canadian Air Force, 29 november 1943

Op 4 mei worden deze slachtoffers herdacht.